# Chu Điện
|  | No s'ha de confondre amb Chu Diên (朱鳶縣), de l'antic districte de Jiaozhi. |

Chu Điện és una comuna rural (xã) i poble del districte Lục Nam, província de Bắc Giang, al nord-est del Vietnam.